# Nierod
Nierod – staropolskie imię męskie, złożone z członów Nie- (przeczenie) i -rod (psł. *rodъ oznacza "pokolenie, generację, ród", por. niem. Geschlecht). Być może jest to forma pochodna od imion męskich zaczynających się na Rod-, jak Rodsław.